# Ricomincio da zero (film 2010)
Ricomincio da zero (Crazy on the Outside) è un film del 2010 diretto da Tim Allen.
Uscito negli Usa l'8 gennaio 2010, il film è stato presentato a Cannes nel maggio 2009. È stato trasmesso da Sky Italia nell'ottobre 2011.

## Trama
Tommy è uscito dopo tre anni di galera e vive a casa dalla affettuosa sorella Viki, insieme al cognato e alla nonna, che lo credeva in Francia per tre anni.
Una volta tornato a casa, la sorella cerca in tutti i modi di non farlo ricadere nei vecchi traffici di Grey. Dopo una serie di particolari avventure vissute con Angela, l'assistente responsabile della libertà vigilata, i due si innamorano l'uno dell'altro.